# Framia (Beariz)
Framia es un pueblo de la parroquia de Girazga, en el ayuntamiento de Beariz, en la provincia de Orense. En el año 2008 tenía 19 habitantes, 9 hombres y 10 mujeres; lo que supone una disminución en el número de efectivos.

## Lugares de Girazga
- A Abeleira
- Alén
- Correa
- Doade
- Framia
- Ricovanca

## Parroquias de Beariz
- Santa María de Beariz
- Santa Cruz de Lebozán
- San Salvador de Girazga

- Datos: Q12388887